# 普济镇 (江陵县)
普济镇，是中华人民共和国湖北省荆州市江陵县下辖的一个乡镇级行政单位。

## 行政区划
普济镇下辖以下地区：
普济社区、周家坊村、赵家岭村、柳口村、洪渊村、金马村、金果寺村、邓赵港村、田家坊村、朱港村、大军湖村、佛仙桥村、杨叉路村、严仲堤村、西李村、羊子庙村、东李村、星星村、古树村、熊沟村、林口村、复兴场村、立新村、谭湾村、普济村、陈巷村和西庄湖村。